# توان کاستلاینس
توان کاستلاینس (هلندی: Twan Castelijns؛ زادهٔ ۲۳ ژانویهٔ ۱۹۸۹) دوچرخه‌سوار اهل هلند است.
از باشگاه‌هایی که در آن رکاب زده‌است می‌توان به تیم لوتوان‌ال–یومبو و تیم دوچرخه‌سواری کوگا اشاره کرد.